# سهام الصفدي
سهام الصفدي (1954- ) مطربة أردنية ولدت في محافظة الزرقاء سنة 1954 حيث كان نشأتها وتعليمها ولكن كان حلم الغناء يراودها لما كانت تمتلكة من صوت جميل، انتقلت إلى عمان حيث قدمت في برنامج الهواة في التلفزيون الأردني والذي كان يقدمه المذيع الشهير في ذلك الوقت، مروان عبد الهادي حيث كان هذا البرنامج من انجح البرامج لاكتشاف الهواة في اواخر الستينيات من القرن المنصرم. وكان عازف القانون اميل حداد يهيئ الهواة للبرنامج ويدربهم ليظهروا بصورة لائقة، فاكتشف أثناء ذلك قدراتها الكبيرة، حيث لحن لها أول أغنية (سهم الهوى) بعد أن ساعدها في توظيفها في الإذاعة في القسم الموسيقي.
أحيت العديد من المهرجانات الأردنية والعربية وحفلات في داخل الأردن وخارجها منها جرش والفحيص بالأردن وأيضا في الجزائر وفلسطين وأمريكا وغيرها من البلدان العربية وقد كرمها جلالة الملك الراحل الحسين بن طلال بساعة ذهبية تحمل الشعار الملكي لانجازاتها في عالم الغناء ولانها كانت سفيرة الأغنية الأردنية بحق في كل الميادين والاقطار العربية.
سهام الصفدي التي اشتهرت باللون الأردني والذي أحبها الناس من خلاله، بدأت وقبل وفاتها بتحضير أغاني البوم جديد يطرح على الساحة الفنية، وبالفعل اختارت أول أغنية لها في الالبوم باسم خلينا أصحاب من كلمات وألحان إبراهيم خليفة وأغنية ( يابوي عمر التبر ما يجلب الراحة)، من الحان اميل حداد، لكن القدر لم يمهلها كثيرا لأنها كانت قد توفيت في حادث سير مروع أودى بحياتها، وهي لم تحقق هذا الحلم الذي طالما حلمت به
قطف الموت زهرة الغناء الأردني الفنانة سهام الصفدي في 26/10/1997 عن عمر يناهز 43 عام.

## بعض أغاني سهام الصفدي
- سهم الهوى كلمات جورج حداد والحان إميل حداد.
- ياحلو طمني عنك كلمات حسني فريز والحان اميل حداد.
- يابوي كلمات مصطفى الحاج والحان اميل حداد
- خلي يا خلي مع محمد وهيب كلمات والحان محمد وهيب.
- يما طل وحياني كلمات جورج حداد وألحان توفيق النمري، والتي كانت سبب شهرتها في الأردن
- في الحي فتى أسمر
- بحبك يا شوقي
- شو ما بدك منا
- يا شوقي عد الساعات
- اقطفني حبة حبة
- مرحى لمدرعاتنا
- اليوم عيدك جيشنا
- أردنا يا غالي
- مرحب يا زين
- ردي شاليشك ( مع الفنان عبدو موسى )
- الحق علي اللي حبيتك
- خبي عينك يا هالليل